# Mark Cundari
Mark Anthony Cundari, född 23 april 1990, är en kanadensisk professionell ishockeyspelare som tillhör NHL-organisationen San Jose Sharks och spelar för deras primära samarbetspartner San Jose Barracuda i American Hockey League (AHL). Han har tidigare spelat på NHL-nivå för Calgary Flames och på lägre nivåer för Peoria Rivermen, Abbotsford Heat, Chicago Wolves och Adirondack Flames i AHL och Windsor Spitfires i Ontario Hockey League (OHL).
Han blev aldrig draftad av något lag.